# Mutual (Oklahoma)
Mutual és un poble dels Estats Units a l'estat d'Oklahoma. Segons el cens del 2000 tenia 76 habitants.

## Demografia
Segons el cens del 2000, Mutual tenia 76 habitants, 31 habitatges, i 22 famílies. La densitat de població era de 112,9 habitants per km².
Dels 31 habitatges en un 32,3% hi vivien nens de menys de 18 anys, en un 58,1% hi vivien parelles casades, en un 12,9% dones solteres, i en un 29% no eren unitats familiars. En el 29% dels habitatges hi vivien persones soles el 9,7% de les quals corresponia a persones de 65 anys o més que vivien soles. El nombre mitjà de persones vivint en cada habitatge era de 2,45 i el nombre mitjà de persones que vivien en cada família era de 3.
Per edats la població es repartia de la següent manera: un 30,3% tenia menys de 18 anys, un 3,9% entre 18 i 24, un 32,9% entre 25 i 44, un 23,7% de 45 a 60 i un 9,2% 65 anys o més.
L'edat mediana era de 37 anys. Per cada 100 dones de 18 o més anys hi havia 76,7 homes.
La renda mediana per habitatge era de 30.625 $ i la renda mediana per família de 53.250 $. Els homes tenien una renda mediana de 21.667 $ mentre que les dones 21.875 $. La renda per capita de la població era de 16.524 $. Entorn del 12% de les famílies i el 34,5% de la població estaven per davall del llindar de pobresa.

## Poblacions més properes
El següent diagrama mostra les poblacions més properes.